# كفر الشهاوي خاطر
كفر الشهاوي خاطر إحدى قرى مركز كفر شكر التابع لمحافظة القليوبية بجمهورية مصر العربية.

## السكان
بلغ عدد سكان كفر الشهاوي خاطر 2,431 نسمة، حسب الإحصاء الرسمي لعام 2006.